# Ptychosperma mambare
Ptychosperma mambare là loài thực vật có hoa thuộc họ Arecaceae. Loài này được (F.M.Bailey) Becc. ex Martelli miêu tả khoa học đầu tiên năm 1934.